# 卡姆登 (阿拉巴马州)
卡姆登（英文：Camden），是美国阿拉巴马州下属的一座城市。面积约为4.18平方英里（约合10.84平方公里）。根据2010年美国人口普查，该市有人口2,020人，人口密度为482.79/平方英里（约合186.35/平方公里）。